# San Martín, Buenos Aires
Ciudad del Libertador General Don José de San Martín, còn được gọi là San Martín, là nơi đóng quân của Tướng San Martín Partido ở khu vực đô thị của Đại Buenos Aires1. Thành phố mang tên theo Tướng José de San Martín, một binh sĩ và chính khách người Argentina, một trong những người giải phóng Argentina, Chile và Peru. Viết lại văn bản bằng tiếng việt